# Rudi Altig
Rudi Altig (Mannheim, 18 de març de 1937 - Remagen, 11 de juny de 2016) va ser un ciclista alemany, professional entre els anys 1960 i 1971, durant els quals va assolir 124 victòries. Era un corredor molt ràpid, com demostren els seus dos campionats del món de persecució (a més dels nacionals). El seu gran punt feble era la muntanya, encara que això no va impedir que guanyés la Volta a Espanya de l'any 1962.
Va obtenir triomfs d'etapa tant al Tour de França, on també va portar el mallot de líder durant 17 dies, com al Giro d'Itàlia i a la Volta a Espanya. També fou subcampió del món en ruta el 1965 per darrere de Tom Simpson i campió el 1966. També va ser vencedor en múltiples proves de sis dies, moltes d'elles disputades en el seu país (Berlín, Dortmund, Frankfurt, Colònia, etc.). Va donar positiu per dopatge en quatre ocasions durant la seva carrera.

## Palmarès en ruta
- 1962
  -  1r a la Volta a Espanya, vencedor de 3 etapes i  1r de la Classificació per punts
  - 1r al Trofeu Baracchi (amb Jacques Anquetil)
  - 1r al Gran Premi de Canes
  - Vencedor de 3 etapes del Tour de França i  1r de la classificació per punts
  - Vencedor d'una etapa de la París-Niça
- 1963
  - 1r a la París-Luxemburg
  - 1r de la Gènova-Niça
  - Vencedor de 2 etapes de la París-Niça
- 1964
  -  Campió d'Alemanya en ruta
  - 1r del Tour de Flandes
  - 1r de la Volta a Andalusia i vencedor de 2 etapes
  - Vencedor d'una etapa de la París-Niça
  - Vencedor d'una etapa del Tour de França
- 1965
  - Vencedor d'una etapa de la Volta a Espanya
  - Vencedor de 2 etapes de la París-Niça
  - Vencedor de 2 etapes de la Tour del Sud-Est
  - 2n al Campionat del Món de ciclisme
- 1966
  -  Campió del món de ciclisme
  - 1r al Giro de Toscana
  - 1r al Giro del Piemont
  - Vencedor de 3 etapes del Tour de França
  - Vencedor de 2 etapes del Giro d'Itàlia
  - Vencedor d'una etapa a la París-Niça
- 1967
  - 1r de la Milà-Vignola
  - Vencedor de 2 etapes del Giro d'Itàlia
- 1968
  - 1r de la Milà-San Remo
  - Vencedor de 2 etapes de la Volta a Espanya
  - Vencedor d'una etapa a la Tirrena-Adriàtica
- 1969
  - 1r al Gran Premi de Lugano
  - Vencedor d'una etapa del Tour de França
- 1970
  -  Campió d'Alemanya en ruta
  - 1r al Gran Premi de Frankfurt
  - Vencedor d'una etapa de la París-Niça
  - Vencedor d'una etapa de la Volta a Suïssa

### Resultats al Tour de França
- 1962. 31è de la classificació general. Vencedor de 3 etapes.  1r de la classificació per punts. Porta el mallot groc durant 3 dies
- 1964. 15è de la classificació general. Vencedor d'una etapa. Porta el mallot groc durant 3 dies
- 1966. 12è de la classificació general. Vencedor de 3 etapes i de la classificació per punts. Porta el mallot groc durant 9 dies
- 1969. Abandona (18a etapa). Vencedor d'una etapa. Porta el mallot groc durant 1 dia

### Resultats al Giro d'Itàlia
- 1966. 13è de la classificació general. Vencedor de 2 etapes
- 1967. Abandona. Vencedor de 2 etapes
- 1968. Abandona
- 1969. 9è de la classificació general
- 1970. 45è de la classificació general

### Resultats a la Volta a Espanya
- 1962.  1r de la classificació general i vencedor de 3 etapes.  1r de la Classificació per punts
- 1965. Abandona. Vencedor d'una etapa
- 1968. 18è de la classificació general. Vencedor de 2 etapes

## Palmarès en pista
- 1960
  -  Campió del Món de persecució
  -  Campió d'Alemanya de persecució
- 1961
  -  Campió del Món de persecució
  -  Campió d'Alemanya de cursa americana (amb Hans Junkermann)
  -  Campió d'Alemanya de persecució
- 1962
  -  Campió d'Alemanya de velocitat
  -  Campió d'Alemanya de cursa americana (amb Hans Junkermann)
  - 1r als Sis dies de Berlín (amb Hans Junkermann)
  - 1r als Sis dies de Münster (amb Hans Junkermann)
- 1963
  - Campió d'Europa en Òmnium Endurance
  -  Campió d'Alemanya de cursa americana (amb Hans Junkermann)
  - 1r als Sis dies d'Essen (amb Hans Junkermann)
- 1964
  -  Campió d'Alemanya de cursa americana (amb Hans Junkermann)
  - 1r als Sis dies de Dortmund (amb Fritz Pfenninger)
  - 1r als Sis dies de Frankfurt (amb Hans Junkermann)
  - 1r als Sis dies d'Essen (amb Hans Junkermann)
- 1965
  - Campió d'Europa de Madison (amb Hans Junkermann)
  -  Campió d'Alemanya de cursa americana (amb Hans Junkermann)
  - 1r als Sis dies de Colònia (amb Sigi Renz)
  - 1r als Sis dies de Berlín (amb Dieter Kemper)
  - 1r als Sis dies de Frankfurt (amb Dieter Kemper)
- 1966
  - Campió d'Europa en Òmnium Endurance
  - 1r als Sis dies de Colònia (amb Dieter Kemper)
  - 1r als Sis dies de Dortmund (amb Sigi Renz)
  - 1r als Sis dies de Berlín (amb Sigi Renz)
  - 1r als Sis dies de Bremen (amb Dieter Kemper)
  - 1r als Sis dies de Zúric (amb Sigi Renz)
- 1968
  - 1r als Sis dies de Frankfurt (amb Patrick Sercu)
  - 1r als Sis dies de Colònia (amb Sigi Renz)
  - 1r als Sis dies de Dortmund (amb Patrick Sercu)
  - 1r als Sis dies de Bremen (amb Sigi Renz)
  - 1r als Sis dies de Münster (amb Klaus Bugdahl)
- 1969
  - 1r als Sis dies de Gant (amb Sigi Renz)
- 1970
  - 1r als Sis dies de Dortmund (amb Albert Fritz)
- 1971
  - 1r als Sis dies de Bremen (amb Albert Fritz)
  - 1r als Sis dies de Colònia (amb Albert Fritz)